# Myles Frost
Myles Frost (né le 21 juillet 1999 à Silver Spring) est un acteur américain.
Il a remporté le Tony Award du meilleur acteur dans une comédie musicale pour son interprétation de Michael Jackson dans la production de Broadway MJ the Musical (en). Il a aussi reçu une nomination au Grammy Award du meilleur album de comédie musicale pour l'album hommage réalisé par le casting de cette comédie musicale.